# Beyto
Beyto je švýcarský hraný film z roku 2020, který režírovala Gitta Gsell podle vlastního scénáře na základě románu Hochzeitsflug Yusufa Yesilöze. Snímek měl světovou premiéru na Filmovém festivalu v Curychu dne 25. září 2020.

## Děj
Beyto je jediným synem tureckých přistěhovalců. Je cílevědomým studentem, svůj volný čas tráví plaváním, připravuje se na mistrovství Švýcarska. Když se zamiluje do svého trenéra Mika, jeho dosavadní svět se zhroutí. Jeho rodiče, kteří jsou pod vlivem tradiční turecké společnosti, vidí pro svého syna jediné východisko. Odletí s ním do jeho turecké rodné vesnice pod záminkou, že se babičce nedaří dobře. Tam je nucen oženit se se Seher, jeho kamarádkou z dětství. Po návratu se Seher se snaží najít způsob, jak obnovit svůj vztah s Mikem a zároveň neranit Seher. Svoji budoucnost vidí v odstěhování se. Uvažuje o možnosti najít si práci v Lipsku.

## Obsazení
| Burak Ates                   | Beyto  |
| Dimitri Stapfer              | Mike   |
| Ecem Aydin                   | Seher  |
| Beren Tuna                   | Narin  |
| Serkan Tastemur              | Seyit  |
| Zeki Bulgurcu                | Metin  |
| Müjdat Albak                 | Jakub  |
| Délia Antonio                | Nina   |
| Mustafa Basalan              | Memdoh |
| Ebru Koyun                   | Ceylan |
| Danijela Milijic Stojcetovic | Tania  |
| Zeynep Sanli                 | Fatma  |